# 6 de Enero
6 de Enero är en ort i Mexiko.   Den ligger i kommunen Huatabampo och delstaten Sonora, i den västra delen av landet, 1 400 km nordväst om huvudstaden Mexico City. 6 de Enero ligger 4 meter över havet och antalet invånare är 334.
Terrängen runt 6 de Enero är mycket platt. Runt 6 de Enero är det ganska tätbefolkat, med 67 invånare per kvadratkilometer. Närmaste större samhälle är Huatabampo, 8,5 km norr om 6 de Enero. Trakten runt 6 de Enero består till största delen av jordbruksmark.